# Unione Europea d'Esperanto

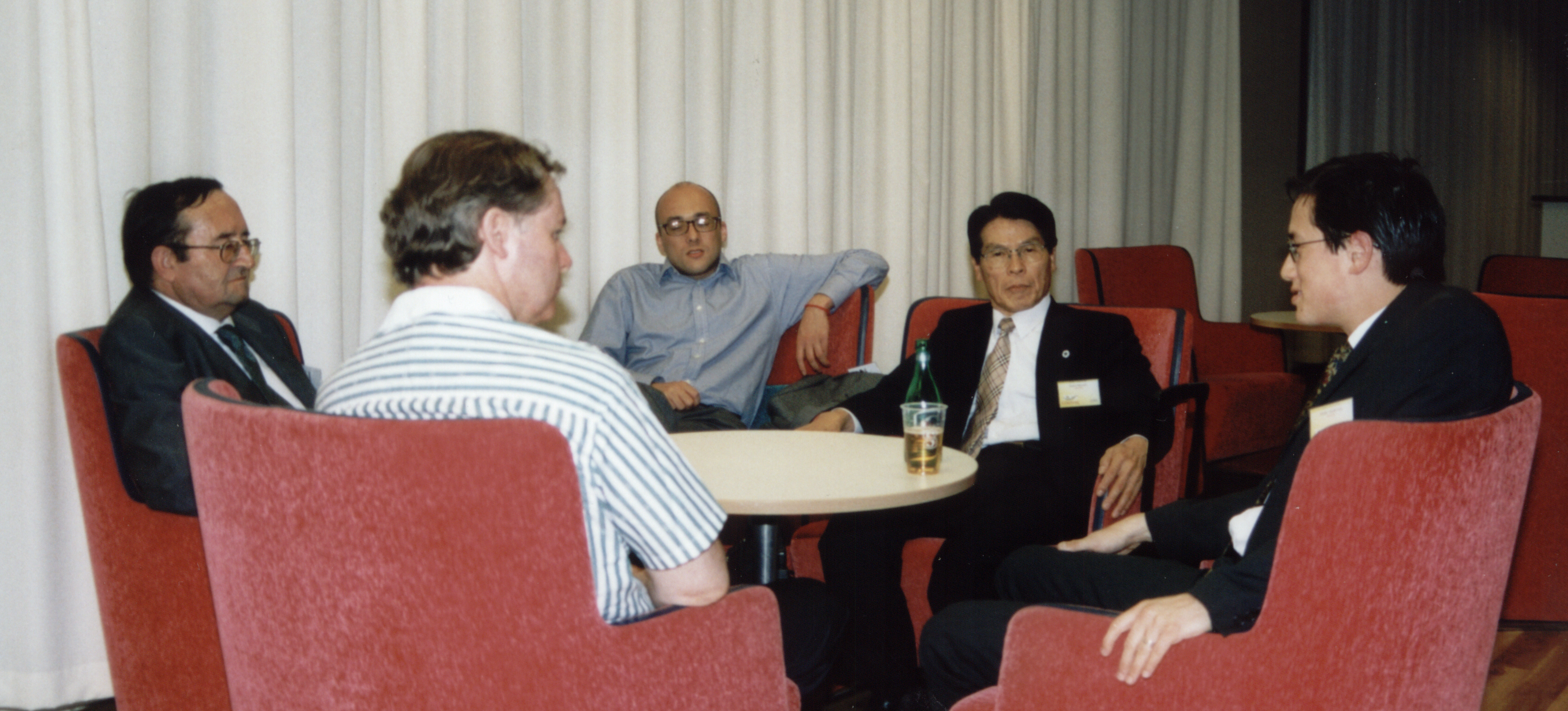
Consiglio EEU

La Unione Europea d'Esperanto (in esperanto Eŭropa Esperanto-Unio) è un'organizzazione-ombrello che raggruppa le federazioni esperantiste nazionali degli Stati membri dell'Unione europea e dei paesi candidati. Le federazioni esperantiste di altri paesi possonono farne parte come osservatori, senza diritto di voto.
Fondata nel 1977 a Reykjavík, l'organizzazione promuove l'esperanto come lingua efficace e non discriminatoria dell'Unione europea.
La EEU è un'associazione legalmente registrata dal maggio del 2005 in Belgio. A Bruxelles è stato creato un centro di comunicazione che ha lo scopo di informare gli europarlamentari sulla lingua esperanto.

## Storia
A partire dagli anni 1960, il movimento esperantista iniziò a dedicare la sua attenzione verso le istituzioni europee. Wilhelm Herrmann, membro del consiglio sugli affari europei, firmò le circolari sulla campagna europea.
Nel 1965 venne organizzata a Vienna la Conferenza europea sull'Esperanto. Werner Bormann delineò nel 1970 il primo piano realistico per l'azione all'interno delle istituzioni della Comunità europea e iniziarono ad essere organizzati incontri e workshop sull'Europa che portarono nel 1973 al Congresso Europeo di Esperanto a Lussemburgo, che affrontò per la prima volta il tema principale del problema sulla gestione delle lingue in Europa e soprattutto all'interno delle istituzioni della Comunità europea. Per tale motivo nacque il Centro europeo di Esperanto, organismo indipendente nato con il sostegno delle singole federazioni degli Stati membri della Comunità economica europea. Il Centro ricevette un contributo finanziario della CEE ed iniziò la pubblicazione della rivista "Eŭropa Dokumentaro" (Documentazione Europea). Nel 1981 "La Eŭropa Klubo" (Il Club Europeo), fondata a Paderborn (Germania) alla fine del 1974 sotto la presidenza di Helmar Frank, prese in gestione l'edizione della rivista.
Il primo Congresso esperantista europeo si svolse nel mese di aprile del 1976 ad Eindhoven, nei Paesi Bassi, e fu finalizzato tra l'altro alla creazione della struttura di base per un organo sovranazionale ai fini della cooperazione tra le federazioni degli Stati membri della CEE. L'influenza e la collaborazione dell'Associazione universale esperanto (UEA) era un punto importante in questo senso e l'allora presidente della UEA, Humphrey Tonkin, tenne un importante discorso nel Congresso che preparò i contatti necessari per l'istituzione dell'Unione Europea d'Esperanto. I contatti continuarono e, durante il congresso universale del 1976, furono fatti ulteriori passi verso la costituzione formale.
L'anno successivo, nel 1977, durante il congresso di Reykjavík, in Islanda, i presidenti delle nove federazioni esperantiste dell'allora CEE si dichiararono disposti a firmare una convenzione che creasse il quadro dell'azione pro-esperanto verso le istituzioni della CEE e direttamente ai deputati europei. Allo stesso tempo, si decise di istituire un segretariato europeo a Bruxelles (Centro Esperanto Europeo). Il centro funge da rappresentante della UEA nelle alte sfere delle istituzioni europee e delle organizzazioni non governative (ONG) con sede a Bruxelles. Il compito essenziale era quello di prendersi cura dei rapporti tra le varie agenzie e organizzazioni e il movimento esperantista europeo. Le federazioni nazionali promisero di sostenere finanziariamente il Centro tramite una sovvenzione annuale (in base alla propria decisione in tal senso) e anche la UEA contribuì finanziariamente alle attività del Centro.
Nel 1978 la UEA decise di affittare un ufficio ad Anversa per realizzare il suo centro stampa (Grafika Centro), che consentì l'invio e la diffusione di documenti, pubblicazioni e materiali vari del Centro Esperanto Europeo. Tale iniziativa contribuì a far crescere la Lega esperantista delle Fiandre, che nel maggio 2007 organizzò un programma che prevedeva concerti in lingua esperanto, iniziative culturali ed un incontro con esponenti di Wikipedia.
Nel corso del 1978 furono inviate migliaia di lettere agli indirizzi privati dei deputati europei e dall'inizio del 1979 a più di 500 organizzazioni a Bruxelles. Inoltre venne inviato a tutti i deputati europei una copia del saggio "Il problema linguistico nella Comunità europea" scritto da Werner Bormann.
Negli anni successivi l'organizzazione ha continuato la sua attività di lobby nella CEE e di relazioni all'interno delle istituzioni europee, a volte con successo e altre volte senza successo. L'obiettivo principale era quello di introdurre una proposta di istituire un gruppo di lavoro che trattasse il problema delle lingue in Europa, considerato un compito difficile, perché la cultura e la lingua dipendono dagli Stati stessi. Furono pertanto organizzate diverse attività di informazione ed incontri per sollecitare i deputati europei alla riflessione su questo argomento.
Nel 1993 la mancanza di risorse finanziarie ed umane obbligò i dirigenti del Centro Esperanto Europeo ad interrompere l'attività e a delegare i compiti a gruppi di militanti, pur continuando a partecipare ad incontri sia con i deputati europei sia in sessioni generali nel Parlamento europeo.
Ad ogni modo venne organizzato il primo congresso europeo nel 1992 a Verona, su iniziativa di Salvatore Argentino, mentre nel 1995 si svolse il secondo congresso europeo con il tema "Il linguaggio comune per l'Europa multiculturale". Il terzo congresso si tenne a Stoccarda nel 1997, con la partecipazione di diversi politici nazionali ed europei.
Nonostante qualche difficoltà, nel 2000 si riuscì ad organizzare il quarto congresso ad Ostenda con il tema "Ecologia, chiave per il terzo millennio", che ebbe un grande successo con il patrocinio del Re del Belgio Alberto II e la partecipazione straordinaria del Primo Ministro del Belgio, di 23 tra ministri e deputati europei, del governatore delle Fiandre Occidentali e di tutti i membri dei Consigli provinciale e comunale di Ostenda, per un totale di oltre 400 partecipanti, che furono invitati al Parlamento europeo (fu necessario organizzare 3 treni speciali per raggiungere Bruxelles da Ostenda), dove si tenne una conferenza da parte di professori universitari, deputati e funzionari europei. Durante la conferenza, nacque l'idea di creare il Centro di Comunicazione (Bruxelles Komunikadcentro, abbreviato BK), che grazie alle generose donazioni ricevuti dagli esperantisti di tutto il mondo portò all'apertura di un centro stampa professionale a Bruxelles nel 2002, che curava i contatti con le istituzioni europee, le organizzazioni non governative e i giornalisti. Lo stesso anno iniziò una campagna per denunciare alla Commissione europea la discriminazione linguistica presente in molte aziende internazionali con sede a Bruxelles e in parte delle istituzioni ufficiali belghe e internazionali e durante numerosi convegni, partecipazioni alle riunioni dei partiti e delle organizzazioni, si incoraggiò la discussione sui diritti linguistici e sulla discriminazione linguistica.
Nel 2002 si svolse il quinto congresso presso l'Università di Verona, dove fu presentata l'attività del Centro di comunicazione di Bruxelles.
Tra il 2002 e il 2004 il Consiglio dell'EEU e il direttore del Centro di Comunicazione continuarono ad incontrare i deputati dell'UE e loro collaboratori, partecipando anche a molte riunioni, esortando l'UE a finanziare una "Euroscuola in Esperanto" e promuovendo la partecipazione di giovani studenti in un incontro internazionale al Parlamento europeo a Strasburgo.
Durante il sesto congresso a Bilbao nel 2004 venne decisa una modifica dello statuto che consentisse all'EEU il definitivo riconoscimento ufficiale da parte del Belgio, avvenuto il successivo 23 maggio 2005.

## Attività

Bandiera dell'Esperanto

Lo scopo principale dell'EEU è quello di rappresentare il movimento esperantista europeo e avere contatti con le istituzioni dell'Unione Europea, fornendo informazioni sulla lingua esperantista e rafforzando la sua posizione nei Paesi dell'UE, ma anche cercando di contribuire a vari obiettivi dell'UE, in particolare quelli relativi ai diritti umani, alla sensibilizzazione ecologica dei cittadini, all'uguaglianza dei diritti linguistici e alla solidarietà in generale.
L'EEU informa il Parlamento europeo sulle sue attività, richiedendo anche il sostegno finanziario per i suoi progetti europei, ed organizza convegni internazionali e simposi su vari temi europei e linguistici, come ad esempio l'educazione bi- e multilingue per rafforzare l'identità europea e l'armonia con le identità nazionali.
La Commissione europea ha riconosciuto l'importante contributo dell'EEU, invitandola ad essere tra le 29 organizzazioni pan-europee per la costituzione della Piattaforma della Società Civica, fondata nell'ottobre 2009 al fine di promuovere il multilinguismo. I rappresentanti dell'EEU lavorano attivamente in tutti e quattro i gruppi di lavoro della piattaforma. Il ruolo della piattaforma è quello di perseguire un dialogo con la Commissione riguardo a obiettivi dell'Unione come la promozione del multilinguismo e la tutela delle lingue in via di estinzione.
L'EEU ha lanciato un progetto di legge europea di iniziativa popolare per ufficializzare il testo in esperanto (scritto da Umberto Broccatelli) dell'inno europeo, presentata alla Commissione europea; la proposta è stata tuttavia respinta dalla Commissione 2 dell'Unione Europea.

## Congressi
Periodicamente vengono organizzati congressi con un tema specifico per ogni edizione.
| Edizione | Anno | date        | Città            | Paese    | Partecipanti | Paesi partecipanti |
| -------- | ---- | ----------- | ---------------- | -------- | ------------ | ------------------ |
| 1        | 1992 |             | Verona           | Italia   | ?            |                    |
| 2        | 1995 |             | Parigi           | Francia  | > 400        |                    |
| 3        | 1997 |             | Stoccarda        | Germania | ?            |                    |
| 4        | 2000 | 27/04-01/05 | Ostenda          | Belgio   | 400          |                    |
| 5        | 2002 |             | Verona           | Italia   | ?            |                    |
| 6        | 2004 | 25-29/08    | Bilbao           | Spagna   | 284          | 24                 |
| 7        | 2007 | 28/07-04/08 | Maribor          | Slovenia | 256          | 29                 |
| 8        | 2009 | 28/05-02/06 | Herzberg am Harz | Germania | 400          | 23                 |
| 9        | 2012 | 16-20/07    | Galway           | Irlanda  | 157          | 28                 |
| 10       | 2014 | 6-12/07     | Fiume            | Croazia  | 146          | 21                 |